# Lista de músicas em Smash
Smash é uma série de comédia musical que estreou na NBC, segunda-feira, 6 de fevereiro de 2012.
Foi anunciado que em 9 de junho de 2011 que a NBC teria assinado um acordo com a Columbia Records para a trilha sonoda da série. O acordo dá a Columbia direitos digitais e comerciais da primeira temporada por todo o mundo, com opções para as temporadas seguintes. O acordo inclui todas as canções originais a qualquer cover apresentado pelo elenco. Todas as músicas e as letras são da composição de Marc Shaiman e Scott Wittman, exceto onde for indicado.

## Músicas

### 1.º Temporada
| Título                                       | Versão                   | Compositor(es) Originais                                    | Performado por                                                                                | Episódio                                            | Single | Álbum                                                                                    |
| -------------------------------------------- | ------------------------ | ----------------------------------------------------------- | --------------------------------------------------------------------------------------------- | --------------------------------------------------- | ------ | ---------------------------------------------------------------------------------------- |
| "Over the Rainbow"                           | The Wizard of Oz         | —                                                           | Karen Cartwright                                                                              | 1. "Pilot"                                          | Não    | —                                                                                        |
| "Never Give All the Heart"                   | Original                 | Marc Shaiman and Scott Wittman                              | Ivy Lynn                                                                                      | 1. "Pilot"                                          | Não    | Bombshell (Deluxe version) and Smash: Season 2                                           |
| "Never Give All the Heart"                   | Original                 | Marc Shaiman and Scott Wittman                              | Karen Cartwright                                                                              | 10. "Understudy"                                    | Sim    | Bombshell and Smash: Season 1                                                            |
| "The National Pastime"                       | Original                 | Marc Shaiman and Scott Wittman                              | Ivy Lynn and Audition Dancers                                                                 | 1. "Pilot" 7. "The Workshop"                        | Sim    | Bombshell and Smash: Season 1                                                            |
| "I Wanna Be Loved by You"                    | Marilyn Monroe           | —                                                           | Lisa                                                                                          | 1. "Pilot"                                          | Não    | —                                                                                        |
| "Beautiful"                                  | Christina Aguilera       | —                                                           | Karen Cartwright                                                                              | 1. "Pilot"                                          | Sim    | The Music of Smash and Smash: Season 1                                                   |
| "Happy Birthday, Mr. President"              | Marilyn Monroe           | —                                                           | Karen Cartwright                                                                              | 1. "Pilot" 5. "Let's Be Bad"                        | Não    | —                                                                                        |
| "Happy Birthday, Mr. President"              | Marilyn Monroe           | —                                                           | Rebecca Duvall                                                                                | 13. "Tech"                                          | Não    | —                                                                                        |
| "Let Me Be Your Star"                        | Original                 | Marc Shaiman and Scott Wittman                              | Karen Cartwright and Ivy Lynn                                                                 | 1. "Pilot" 2. "The Callback" 7. "The Workshop"      | Sim    | The Music of Smash, Bombshell (Extended intro version), Smash: Season 1, Smash: Season 2 |
| "Let Me Be Your Star"                        | Original                 | Marc Shaiman and Scott Wittman                              | Ivy Lynn                                                                                      | 6. "Chemistry"                                      | Não    | —                                                                                        |
| "Let Me Be Your Star"                        | Original                 | Marc Shaiman and Scott Wittman                              | Rebecca Duvall                                                                                | 11. "The Movie Star" 14. "Previews"                 | Não    | —                                                                                        |
| "Call Me"                                    | Blondie                  | —                                                           | Karen Cartwright                                                                              | 2. "The Callback"                                   | Sim    | Smash: Season 1                                                                          |
| "The 20th Century Fox Mambo"                 | Original                 | Marc Shaiman and Scott Wittman                              | Karen Cartwright and ensemble members of Bombshell                                            | 2. "The Callback" 7. "The Workshop" 15. "Bombshell" | Sim    | The Music of Smash, Bombshell, Smash: Season 1                                           |
| "The 20th Century Fox Mambo"                 | Original                 | Marc Shaiman and Scott Wittman                              | Ivy Lynn and ensemble members of Bombshell                                                    | 4. "The Cost of Art" 7. "The Workshop"              | Não    | —                                                                                        |
| "Crazy Dreams"                               | Carrie Underwood         | —                                                           | Ivy Lynn                                                                                      | 2. "The Callback"                                   | Sim    | The Music of Smash, Smash: Season 1                                                      |
| "Grenade"                                    | Bruno Mars               | —                                                           | Michael Swift and the cast of the unnamed Bruno Mars jukebox musical                          | 3. "Enter Mr. DiMaggio"                             | Sim    | Smash: Season 1                                                                          |
| "Redneck Woman"                              | Gretchen Wilson          | —                                                           | Karen Cartwright and the karaoke bar patrons                                                  | 3. "Enter Mr. DiMaggio"                             | Sim    | Smash: Season 1                                                                          |
| "Mr. & Mrs. Smith"                           | Original                 | Marc Shaiman and Scott Wittman                              | Ivy Lynn and Michael Swift                                                                    | 3. "Enter Mr. DiMaggio"                             | Sim    | The Music of Smash, Bombshell and Smash: Season 1                                        |
| "Mr. & Mrs. Smith"                           | Original                 | Marc Shaiman and Scott Wittman                              | Rebecca Duvall and Michael Swift                                                              | 14. "Previews"                                      | Não    | —                                                                                        |
| "Mr. & Mrs. Smith"                           | Original                 | Marc Shaiman and Scott Wittman                              | Karen Cartwright and Michael Swift                                                            | 15. "Bombshell"                                     | Não    | —                                                                                        |
| "History is Made at Night"                   | Original                 | Marc Shaiman and Scott Wittman                              | Ivy Lynn, Karen Cartwright and the Cast of Bombshell                                          | 4. "The Cost of Art"                                | Não    | —                                                                                        |
| "History is Made at Night"                   | Original                 | Marc Shaiman and Scott Wittman                              | Ivy Lynn, Michael Swift and the Cast of Bombshell                                             | 6. "Chemistry" 7. "The Workshop"                    | Sim    | The Music of Smash, Bombshell and Smash: Season 1                                        |
| "History is Made at Night"                   | Original                 | Marc Shaiman and Scott Wittman                              | Ivy Lynn and Bobby                                                                            | 13. "Tech"                                          | Não    | —                                                                                        |
| "Haven't Met You Yet"                        | Michael Bublé            | —                                                           | Lyle West                                                                                     | 4. "The Cost of Art"                                | Sim    | The Music of Smash and Smash: Season 1                                                   |
| "I Never Met a Wolf Who Didn't Love to Howl" | Original                 | Marc Shaiman and Scott Wittman                              | Ivy Lynn, Julia Houston, Ellis Boyd, Michael Swift, Lyle West and the patrons of Lyle's party | 4. "The Cost of Art"                                | Sim    | Bombshell and Smash: Season 1                                                            |
| "I Never Met a Wolf Who Didn't Love to Howl" | Original                 | Marc Shaiman and Scott Wittman                              | Karen Cartwright and male ensemble members of Bombshell                                       | 15. "Bombshell"                                     | Não    | —                                                                                        |
| "Rumour Has It"                              | Adele                    | —                                                           | Karen Cartwright, Sue, Jessica, and Bobby                                                     | 4. "The Cost of Art"                                | Não    | —                                                                                        |
| "Let's Be Bad"                               | Original                 | Marc Shaiman and Scott Wittman                              | Ivy Lynn and the cast of Bombshell                                                            | 5. "Let's Be Bad"                                   | Sim    | The Music of Smash, Bombshell and Smash: Season 1                                        |
| "It's a Man's Man's Man's World"             | James Brown              | —                                                           | Karen Cartwright                                                                              | 5. "Let's Be Bad"                                   | Sim    | Smash: Season 1                                                                          |
| "A Song for You"                             | Donny Hathaway           | —                                                           | Michael Swift                                                                                 | 5. "Let's Be Bad"                                   | Sim    | Smash: Season 1                                                                          |
| "Who You Are"                                | Jessie J                 | —                                                           | Ivy Lynn                                                                                      | 6. "Chemistry"                                      | Não    | The Music of Smash and Smash: Season 1                                                   |
| "Shake It Out"                               | Florence + the Machine   | —                                                           | Karen Cartwright                                                                              | 6. "Chemistry"                                      | Não    | The Music of Smash and Smash: Season 1                                                   |
| "Brighter Than the Sun"                      | Colbie Caillat           | —                                                           | Karen Cartwright                                                                              | 7. "The Workshop"                                   | Não    | The Music of Smash and Smash: Season 1                                                   |
| "Everything's Coming Up Roses"               | Gypsy                    | —                                                           | Leigh Conroy                                                                                  | 7. "The Workshop"                                   | Não    | The Music of Smash (Deluxe version) and Smash: Season 1                                  |
| "On Lexington & 52nd Street"                 | Original                 | Marc Shaiman and Scott Wittman                              | Michael Swift                                                                                 | 7. "The Workshop"                                   | Sim    | Bombshell and Smash: Season 1                                                            |
| "Touch Me"                                   | Original                 | Ryan Tedder, Brent Kutzle, Bonnie McKee and Noel Zancanella | Karen Cartwright                                                                              | 8. "The Coup"                                       | Não    | The Music of Smash and Smash: Season 1                                                   |
| "Three Little Birds"                         | Bob Marley & the Wailers | —                                                           | Frank Houston                                                                                 | 8. "The Coup"                                       | Não    | —                                                                                        |
| "Dance to the Music"                         | Sly & the Family Stone   | —                                                           | Jessica, Dennis, Bobby, Sam Strickland and Ivy Lynn                                           | 8. "The Coup"                                       | Sim    | Smash: Season 1                                                                          |
| "The Higher You Get, the Farther the Fall"   | Original                 | Marc Shaiman and Scott Wittman                              | Norbert Leo Butz and the cast of Heaven on Earth                                              | 9. "Hell on Earth"                                  | Não    | —                                                                                        |
| "Arthur Miller Melody"[B]                    | Original                 | Marc Shaiman and Scott Wittman                              | Frank Houston                                                                                 | 9. "Hell on Earth"                                  | Não    | —                                                                                        |
| "Cheers (Drink to That)"                     | Rihanna                  | —                                                           | Karen Cartwright and Ivy Lynn                                                                 | 9. "Hell on Earth"                                  | Sim    | Smash: Season 1                                                                          |
| "Breakaway"                                  | Kelly Clarkson           | —                                                           | Ivy Lynn                                                                                      | 10. "Understudy"                                    | Não    | The Music of Smash (Deluxe version) and Smash: Season 1                                  |
| "Don't Say Yes Until I Finish Talking"       | Original                 | Marc Shaiman and Scott Wittman                              | Tom Levitt and the male ensemble members of Bombshell                                         | 10. "Understudy"                                    | Sim    | Bombshell and Smash: Season 1                                                            |
| "Don't Say Yes Until I Finish Talking"       | Original                 | Marc Shaiman and Scott Wittman                              | Marc Kudisch and the male ensemble members of Bombshell                                       | 14. "Previews"                                      | Não    | —                                                                                        |
| "Three On a Match"                           | Original                 | Marc Shaiman and Scott Wittman                              | Cast of high school production of Three on a Match                                            | 10. "Understudy"                                    | Não    | —                                                                                        |
| "Our Day Will Come"                          | Ruby & the Romantics     | —                                                           | Karen Cartwright                                                                              | 11. "The Movie Star"                                | Não    | The Music of Smash (Deluxe version) and Smash: Season 1                                  |
| "Dig Deep"                                   | Original                 | Marc Shaiman and Scott Wittman                              | Rebecca Duvall and the cast of Bombshell                                                      | 11. "The Movie Star"                                | Sim    | Smash: Season 1                                                                          |
| "Run"                                        | Snow Patrol              | —                                                           | Karen Cartwright                                                                              | 12. "Publicity"                                     | Não    | The Music of Smash (Deluxe version) and Smash: Season 1                                  |
| "A Thousand and One Nights"                  | Original                 | Marc Shaiman and Scott Wittman                              | Karen Cartwright, Dev Sundaram and Ensemble                                                   | 12. "Publicity"                                     | Sim    | Smash: Season 1                                                                          |
| "Second Hand White Baby Grand"               | Original                 | Marc Shaiman and Scott Wittman                              | Ivy Lynn                                                                                      | 12. "Publicity"                                     | Sim    | Bombshell and Smash: Season 1                                                            |
| "Second Hand White Baby Grand"               | Original                 | Marc Shaiman and Scott Wittman                              | Rebecca Duvall                                                                                | 14. "Previews"                                      | Não    | —                                                                                        |
| "Another Op'nin', Another Show"              | Kiss Me, Kate            | —                                                           | Tom Levitt and Sam Strickland                                                                 | 13. "Tech"                                          | Não    | —                                                                                        |
| "I'm Going Down"                             | Rose Royce               | —                                                           | Ivy Lynn                                                                                      | 13. "Tech"                                          | Sim    | Smash: Season 1                                                                          |
| "Smash!"                                     | Original                 | Marc Shaiman and Scott Wittman                              | Karen Cartwright, Ivy Lynn, Sue, Jessica and female ensemble members of Bombshell             | 14. "Previews"                                      | Sim    | Bombshell and Smash: Season 1                                                            |
| "September Song"                             | Knickerbocker Holiday    | —                                                           | Eileen Rand                                                                                   | 14. "Previews"                                      | Não    | The Music of Smash (Deluxe version) and Smash: Season 1                                  |
| "Stand"                                      | Donnie McClurkin         | —                                                           | Sam Strickland, Karen Cartwright and gospel choir                                             | 14. "Previews"                                      | Não    | The Music of Smash and Smash: Season 1                                                   |
| "Don't Forget Me"                            | Original                 | Marc Shaiman and Scott Wittman                              | Karen Cartwright                                                                              | 15. "Bombshell"                                     | Sim    | Bombshell and Smash: Season 1                                                            |

### 2.º Temporada
| Título                                      | Versão              | Compositor(es) Originais                                       | Performado por | Episódio                                                  | Single | Álbum                         |
| ------------------------------------------- | ------------------- | -------------------------------------------------------------- | --- | --------------------------------------------------------- | ------ | ----------------------------- |
| "Cut, Print...Moving On"                    | Original            | Marc Shaiman and Scott Wittman                                 | Karen Cartwright | 1. "On Broadway"                                          | Não    | Bombshell and Smash: Season 2 |
| "Mama Makes Three"                          | Original            | Marc Shaiman and Scott Wittman                                 | Veronica Moore and the cast of Beautiful                                                                                      | 1. "On Broadway"                                          | Sim    | Smash: Season 2               |
| "Let Me Be Your Star" (Reprise)             | Original            | Marc Shaiman and Scott Wittman                                 | Karen Cartwright, Jessica, Beth and Joy                                                                                       | 1. "On Broadway"                                          | Não    | —                             |
| "Let Me Be Your Star" (Reprise)             | Original            | Marc Shaiman and Scott Wittman                                 | Ivy Lynn | 8. "The Bells and Whistles" 11. "The Dress Rehearsal"     | Não    | —                             |
| "On Broadway"                               | The Drifters        | —                                                              | Karen Cartwright and Veronica Moore                                                                                           | 1. "On Broadway"                                          | Sim    | Smash: Season 2               |
| "Don't Dream It's Over"                     | Crowded House       | —                                                              | Ivy Lynn | 1. "On Broadway"                                          | Não    | Smash: Season 2               |
| "Broadway, Here I Come!"                    | Original            | Joe Iconis                                                     | Jimmy Collins | 1. "On Broadway"                                          | Sim    | Smash: Season 2               |
| "Broadway, Here I Come!"                    | Original            | Joe Iconis                                                     | Karen Cartwright | 9. "The Parents" 13. "The Producers" 14. "The Phenomenon" | Não    | —                             |
| "Broadway, Here I Come!"                    | Original            | Joe Iconis                                                     | Ana Vargas | 11. "The Dress Rehearsal" 13. "The Producers"             | Não    | —                             |
| "Broadway, Here I Come!"                    | Original            | Joe Iconis                                                     | Karen Cartwright, Jimmy Collins, Ana Vargas, Sam Strickland and Hit List ensemble                                             | 17. "The Tonys"                                           | Não    | Smash: Season 2               |
| "Would I Lie to You"                        | Eurythmics          | —                                                              | Karen Cartwright and Ivy Lynn                                                                                                 | 2. "The Fallout"                                          | Não    | Smash: Season 2               |
| "They Just Keep Moving the Line"            | Original            | Marc Shaiman and Scott Wittman                                 | Ivy Lynn | 2. "The Fallout"                                          | Não    | Bombshell and Smash: Season 2 |
| "They Just Keep Moving the Line"            | Original            | Marc Shaiman and Scott Wittman                                 | Karen Cartwright and ensemble members of Bombshell                                                                            | 3. "The Dramaturg"                                        | Não    | —                             |
| "Caught in the Storm"                       | Original            | Pasek and Paul                                                 | Karen Cartwright | 2. "The Fallout"                                          | Sim    | Smash: Season 2               |
| "Caught in the Storm"                       | Original            | Pasek and Paul                                                 | Jimmy Collins | 5. "The Read-Through"                                     | Não    | —                             |
| "Good for You"                              | Original            | Drew Gasparini                                                 | Karen Cartwright | 3. "The Dramaturg"                                        | Sim    | Smash: Season 2               |
| "Soon As I Get Home"                        | The Wiz             | —                                                              | Veronica Moore | 3. "The Dramaturg"                                        | Não    | —                             |
| "Dancing on My Own"                         | Robyn               | —                                                              | Ivy Lynn | 3. "The Dramaturg"                                        | Sim    | Smash: Season 2               |
| "Our Little Secret"                         | Original            | Marc Shaiman and Scott Wittman                                 | Simon and Karen Cartwright | 3. "The Dramaturg"                                        | Não    | Bombshell and Smash: Season 2 |
| "Our Little Secret"                         | Original            | Marc Shaiman and Scott Wittman                                 | Simon and Ivy Lynn | 11. "The Dress Rehearsal"                                 | Não    | —                             |
| "I Got Love"                                | Purlie              | —                                                              | Veronica Moore | 4. "The Song"                                             | Sim    | Smash: Season 2               |
| "I'm Not Lost" (partial)                    | Original            | Marc Shaiman and Scott Wittman[A]                              | Jimmy Collins | 4. "The Song"                                             | Não    | —                             |
| "Chest of Broken Hearts" (partial)          | Original            | Marc Shaiman and Scott Wittman[A]                              | Karen Cartwright | 4. "The Song"                                             | Não    | —                             |
| "Everybody Loves You Now"                   | Billy Joel          | —                                                              | Kyle Bishop and Veronica Moore                                                                                                | 4. "The Song"                                             | Não    | Smash: Season 2               |
| "I Can't Let Go"                            | Original            | Marc Shaiman and Scott Wittman                                 | Veronica Moore, Karen Cartwright and Ivy Lynn                                                                                 | 4. "The Song"                                             | Sim    | Smash: Season 2               |
| "Public Relations"                          | Original            | Marc Shaiman and Scott Wittman                                 | Karen Cartwright and Tom Levitt and ensemble members of Bombshell                                                             | 5. "The Read-Through"                                     | Não    | Bombshell and Smash: Season 2 |
| "Some Boys"                                 | Death Cab for Cutie | —                                                              | Karen Cartwright | 5. "The Read-Through                                      | Sim    | Smash: Season 2               |
| "This Will Be Our Year"                     | The Zombies         | —                                                              | Jimmy Collins, Kyle Bishop, Karen Cartwright, Ana Vargas                                                                      | 6. "The Fringe"                                           | Sim    | —                             |
| "Never Give All the Heart" (Reprise)        | Original            | Marc Shaiman and Scott Wittman                                 | Karen Cartwright and ensemble members of Bombshell                                                                            | 6. "The Fringe"                                           | Não    | —                             |
| "A Letter From Cecile"                      | Original            | Marc Shaiman and Scott Wittman                                 | Ivy Lynn | 6. "The Fringe"                                           | Sim    | Smash: Season 2               |
| "Heart Shaped Wreckage"                     | Original            | Julian Emery, Jon Green, James Lawrence Irvin and Lucie Silvas | Karen Cartwright and Jimmy Collins                                                                                            | 6. "The Fringe"                                           | Sim    | Smash: Season 2               |
| "Heart Shaped Wreckage"                     | Original            | Julian Emery, Jon Green, James Lawrence Irvin and Lucie Silvas | Ana Vargas and Jimmy Collins                                                                                                  | 7. "Musical Chairs"                                       | Não    | —                             |
| "The National Pastime" (Reprise)            | Original            | Marc Shaiman and Scott Wittman                                 | Karen Cartwright and ensemble members of Bombshell                                                                            | 7. "Musical Chairs"                                       | Não    | —                             |
| "Ce N'Est Pas Ma Faute (It's Not My Fault)" | Original            | Marc Shaiman and Scott Wittman                                 | Terrence Falls and ensemble members of Liaisons                                                                               | 7. "Musical Chairs"                                       | Sim    | Smash: Season 2               |
| "Rewrite This Story"                        | Original            | Pasek and Paul                                                 | Karen Cartwright and Jimmy Collins                                                                                            | 7. "Musical Chairs" 13. "The Producers"                   | Sim    | Smash: Season 2               |
| "Rewrite This Story"                        | Original            | Pasek and Paul                                                 | Sam Strickland | 13. "The Producers"                                       | Não    | —                             |
| "Rewrite This Story"                        | Original            | Pasek and Paul                                                 | Karen Cartwright | 16. "The Nominations"                                     | Não    | —                             |
| "(Let's Start) Tomorrow Tonight"            | Original            | Marc Shaiman and Scott Wittman                                 | Sam Strickland, Tom Levitt, Bobby, and Jessica                                                                                | 8. "The Bells and Whistles"                               | Não    | Bombshell and Smash: Season 2 |
| "I Heard Your Voice In a Dream"             | Original            | Andrew McMahon                                                 | Karen Cartwright and Jimmy Collins and ensemble members of Hit List                                                           | 8. "The Bells and Whistles                                | Sim    | Smash: Season 2               |
| "If I Were a Boy"                           | Beyoncé             | —                                                              | Ana Vargas | 8. "The Bells and Whistles"                               | Sim    | Smash: Season 2               |
| "Reach for Me"                              | Original            | Andrew McMahon                                                 | Ana Vargas | 9. "The Parents"                                          | Sim    | Smash: Season 2               |
| "Hang the Moon"                             | Original            | Marc Shaiman and Scott Wittman                                 | Leigh Conroy and Ivy Lynn | 9. "The Parents"                                          | Não    | Bombshell and Smash: Season 2 |
| "Original"                                  | Original            | Pasek and Paul[A]                                              | Karen Cartwright | 10. "The Surprise Party"                                  | Sim    | Smash: Season 2               |
| "A Love Letter From the Times"              | Original            | Marc Shaiman and Scott Wittman                                 | Tom Levitt and Liza Minnelli                                                                                                  | 10. "The Surprise Party"                                  | Sim    | Smash: Season 2               |
| "Bittersweet Symphony"                      | The Verve           | —                                                              | Ivy Lynn | 10. "The Surprise Party"                                  | Sim    | Smash: Season 2               |
| "Dig Deep" (Reprise)                        | Original            | Marc Shaiman and Scott Wittman                                 | Ivy Lynn | 11. "The Dress Rehearsal"                                 | Não    | Bombshell and Smash: Season 2 |
| "Don't Forget Me" (Reprise)                 | Original            | Marc Shaiman and Scott Wittman                                 | Ivy Lynn | 12. "Opening Night"                                       | Sim    | Smash: Season 2               |
| "That's Life"                               | Frank Sinatra       | —                                                              | Karen Cartwright and Ivy Lynn                                                                                                 | 12. "Opening Night"                                       | Sim    | Smash: Season 2               |
| "The 20th Century Fox Mambo" (Reprise)      | Original            | Marc Shaiman and Scott Wittman                                 | Ivy Lynn and Kathie Lee Gifford                                                                                               | 13. "The Producers"                                       | Não    | —                             |
| "Don't Let Me Know"                         | Original            | Lucie Silvas and Jamie Alexander Hartman                       | Karen Cartwright and Jimmy Collins                                                                                            | 13. "The Producers"                                       | Sim    | Smash: Season 2               |
| "The Goodbye Song"                          | Original            | Joe Iconis                                                     | Jimmy Collins, Karen Cartwright, Ana Vargas and the cast of Hit List                                                          | 13. "The Producers"                                       | Sim    | Smash: Season 2               |
| "The Last Goodbye"                          | Jeff Buckley        | —                                                              | Kyle Bishop | 13. "The Producers"                                       | Sim    | Smash: Season 2               |
| "High and Dry"                              | Radiohead           | —                                                              | Jimmy Collins | 14. "The Phenomenon"                                      | Sim    | Smash: Season 2               |
| "Vienna"                                    | Billy Joel          | —                                                              | Tom Levitt | 14. "The Phenomenon"                                      | Sim    | Smash: Season 2               |
| "At Your Feet"                              | Original            | Marc Shaiman and Scott Wittman                                 | Leigh Conroy and young Norma Jeane                                                                                            | 14. "The Phenomenon"                                      | Não    | Bombshell and Smash: Season 2 |
| "The Love I Meant to Say"                   | Original            | Marc Shaiman and Scott Wittman                                 | Jimmy Collins | 14. "The Phenomenon"                                      | Sim    | Smash: Season 2               |
| "Pretender"                                 | Original            | Lucie Silvas and Michael Busbee                                | Karen Cartwright | 15. "The Transfer"                                        | Sim    | Smash: Season 2               |
| "Grin and Bare It"                          | Original            | Marc Shaiman and Scott Wittman                                 | Ivy Lynn | 15. "The Transfer"                                        | Sim    | Smash: Season 2               |
| "I'm Not Sorry"                             | Original            | Andrew McMahon                                                 | Karen Cartwright and Daisy Parker                                                                                             | 15. "The Transfer"                                        | Sim    | Smash: Season 2               |
| "The Right Regrets"                         | Original            | Marc Shaiman and Scott Wittman                                 | Julia Houston and Tom Levitt                                                                                                  | 15. "The Transfer"                                        | Não    | Bombshell and Smash: Season 2 |
| "Feelin' Alright"                           | Traffic             | —                                                              | Ivy Lynn | 16. "The Nominations"                                     | Não    | Smash: Season 2               |
| "If You Want Me"                            | Once                | —                                                              | Ana Vargas | 16. "The Nominations"                                     | Não    | —                             |
| "Under Pressure"                            | Queen & David Bowie | —                                                              | Ivy Lynn, Karen Cartwright, Jimmy Collins, Ana Vargas, Tom Levitt, Julia Houston, Eileen Rand, Derek Wills and Sam Strickland | 17. "The Tonys"                                           | Não    | Smash: Season 2               |
| "Big Finish"                                | Original            | Marc Shaiman and Scott Wittman                                 | Karen Cartwright and Ivy Lynn                                                                                                 | 17. "The Tonys                                            | Não    | Smash: Season 2               |